# Guy Môquet (stanice metra v Paříži)

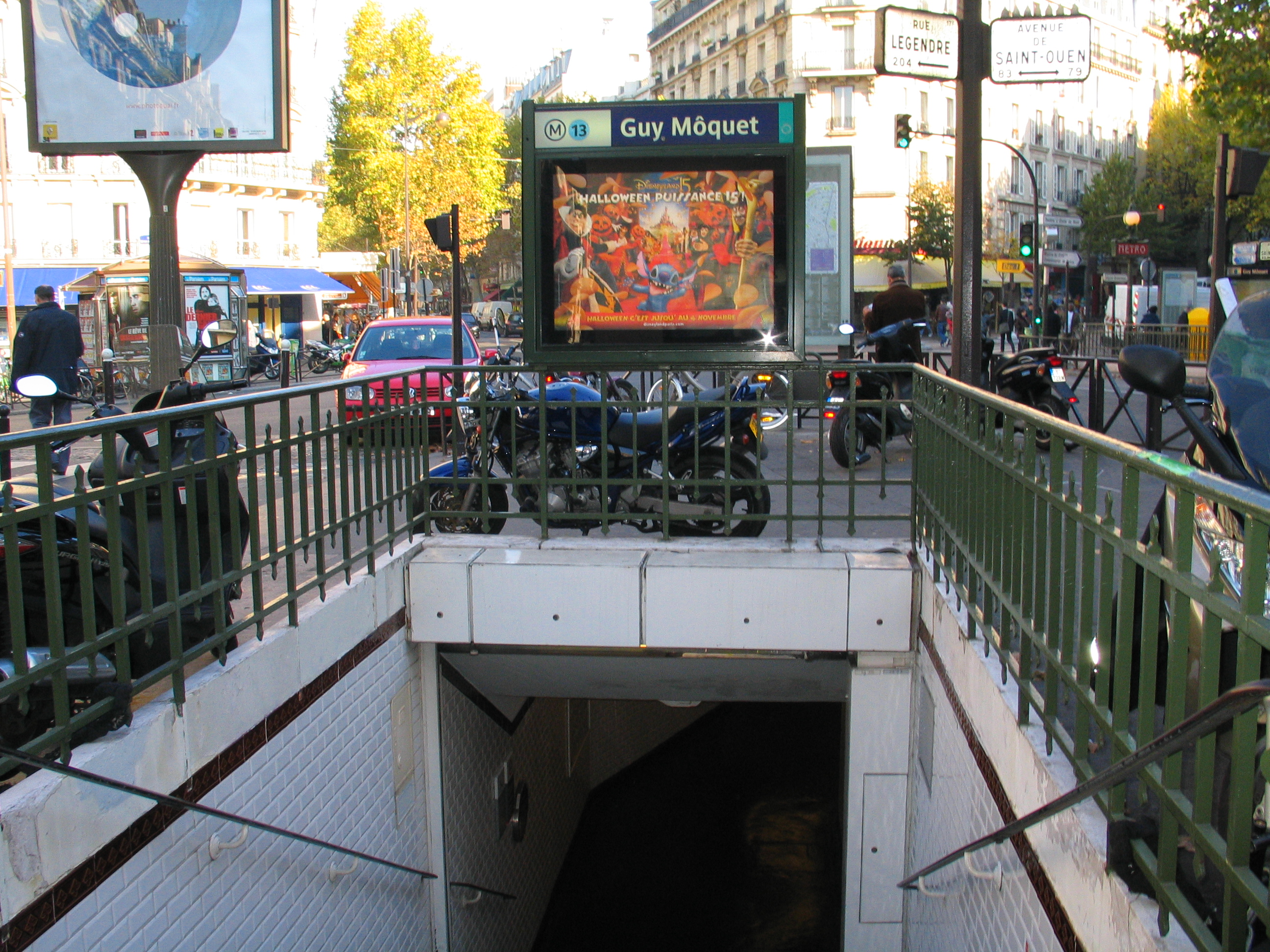
Vstup do stanice

Guy Môquet je nepřestupní stanice pařížského metra na severovýchodní větvi linky 13. Leží na hranicích 17. a 18. obvodu v Paříži pod Avenue de Saint-Ouen u křižovatky ulic Rue Guy Môquet, Rue Legendre, Rue Marcadet a Rue Championet.

## Historie
Stanice byla otevřena 26. února 1911 jako součást prvního úseku tehdejší linky B mezi Saint-Lazare a Porte de Saint-Ouen. V roce 1931 se linka B změnila na dnešní linku 13.

## Název
Stanice několikrát změnila své jméno. Při svém otevření v roce 1911 se jmenovala Carrefour Marcadet neboli Křižovatka Marcadet. Ulice Rue Marcadet má své jméno po místě zvaném la Mercade ve čtvrti Chapelle Saint Denis.
O rok později byla stanice přejmenována na Marcadet - Balagny podle křížících se ulic. Balagny byl starosta obce Batignolles-Monceau v letech 1843–1848 a poté starostou 17. obvodu.
27. ledna 1946 získala stanice dnešní název, když byla Rue Balagny pojmenována po členu komunistického odboje Guy Môquetovi (1924–1941), který byl popraven nacisty ve svých sedmnácti letech.

## Památník

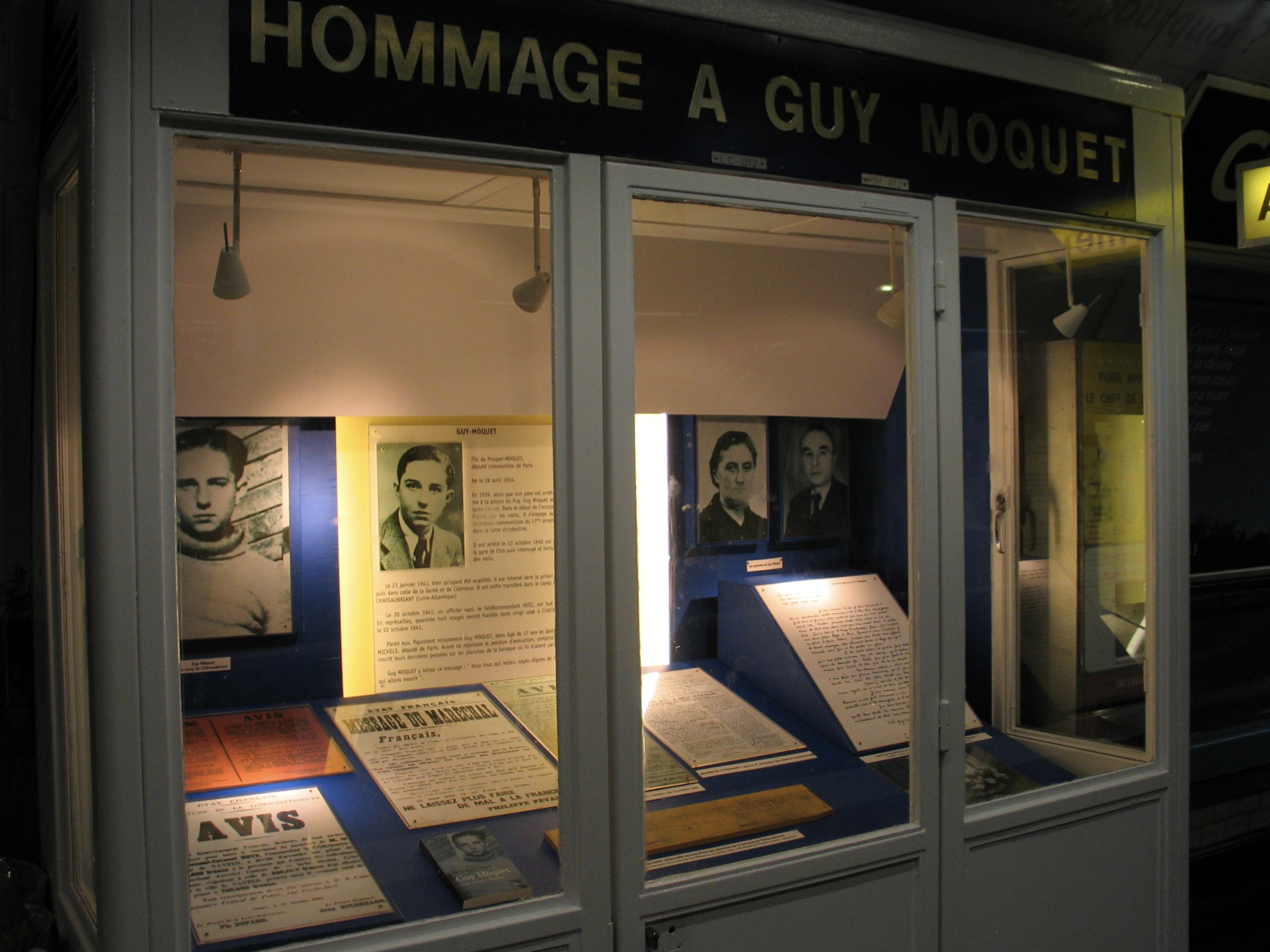
Výstavní vitriny

V polovině nástupiště byly instalovány vitríny s fotografiemi Guy Môqueta a jeho rodičů a různé dokumenty, jako např. jeho poslední dopis.
22. října 2007 při výročí jeho popravy distribuovala RATP na lince 13 letáčky o stanicích metra spojených s odbojem a vitriny byly přestavěny a nově osvětleny. Na nástupišti byl také promítán film o odbojáři na dvou obrazovkách LCD. 